# Klimax
Klimax je jeden ze základních odborných pojmů v ekologii. Jedná se o finální stadium sukcese. Společenstvo, které je klimaxové, je stabilní a neměnné. Tento stav nastává u stanovišť, která byla osídlena druhy nejlépe adaptovanými na konkrétní místo.
Disklimax je stav blokované sukcese, (především) antropickým vlivem periodicky řízených disturbancí.

## Laický popis
Jedná se o vědecky popsanou lidskou představu o naprosto optimálním stavu přírodního prostředí, kdy dochází k nejvyšší vyváženosti mezi zdroji, jež jednotlivá přírodní společenstva potřebují pro svůj život a tím, co tato společenstva během svého života produkují zejména z hlediska své látkové a energetické výměny. Svým způsobem se jedná pouze o ideální hypotetický stav, který se nedá ve skutečnosti nikdy stoprocentně dosáhnout, hovoříme zde o vlastně o ideálním ekologickém modelu, kterému se skutečné přírodní systémy v praxi pouze více či méně přibližují. Navíc nelze žádné stadium klimaxu považovat ze neměnné v čase, neboť všechny složky přírody se prakticky neustále přirozeně vyvíjejí a v čase proměňují. Jedná se tudíž o dynamický systém, který nelze komplexně popisovat pouze z hlediska jednoho krátkého časového úseku (řádově několika málo tisíc let). Krom toho se jednotlivá hypotetická klimaxová společenstva liší podle své polohy na Zeměkouli, čili je zde nutné brát do úvahy zejména hlediska geografická a dále podmínky klimatické. Jak bude klimax vypadat, se odvíjí od abiotických podmínek.

## Osobnosti a jejich výzkum
- Frederic Clements přirovnal vývoj ekologických společenstev k ontogenetickému vývoji.[1] Clements však nikdy netvrdil, že klimax musí nastat vždy.
- Další ekologové tuto teorii rozvinuli a dokonce přirovnali vývoj celé Země k superorganismu, viz Teorie Gaia.
- Arthur Tansley vytvořil pojem polyklimax a dával důraz na vývoj půdy.